# Mundian To Bach Ke
"Mundian To Bach Ke" (ਮੁੰਡਿਆਂ ਤੋਂ ਬੱਚ ਕੇ, muṇḍiāṁ tōṁ bac kē) je bhangra pjesma koju izvodi glazbenik Labh Janjua, a remiksao ju je Panjabi MC. Objavljena je 25. studenog 2002., te je postigla veliki uspjeh, i nalazila se na vrhu top ljestvica u Italiji i Belgiji.

## O pjesmi
Pjesma je na panđapskom jeziku, a spot je sniman na ulicama glavnog malezijskog grada, Kuala Lumpura.
Iako je pjesma objavljena još 1998. na albumu Legalised, zahvaljujući internetu, 2003. se našla na top ljestvicama. U Njemačkoj je u prva dva dana prodano čak 100.000 primjeraka, te se nalazila na 2. mjestu top ljestvica. U Velikoj Britaniji se nalazila na 5. mjestu, te je postala prva bhangra pjesma koja je ušla među najboljih deset.
Zanimljivo je da je mnogima u Hrvatskoj i susjednim državama pjesma poznata pod imenom "Baci heroin" zbog jednog stiha koji tako zvuči.